# Yardımlı (district)
Yardımlı (ook geschreven als Yardimly) is een district in Azerbeidzjan.
Yardımlı telt 60.600 inwoners (01-01-2012) op een oppervlakte van 670 km²; de bevolkingsdichtheid is 90,4 inwoners per km².

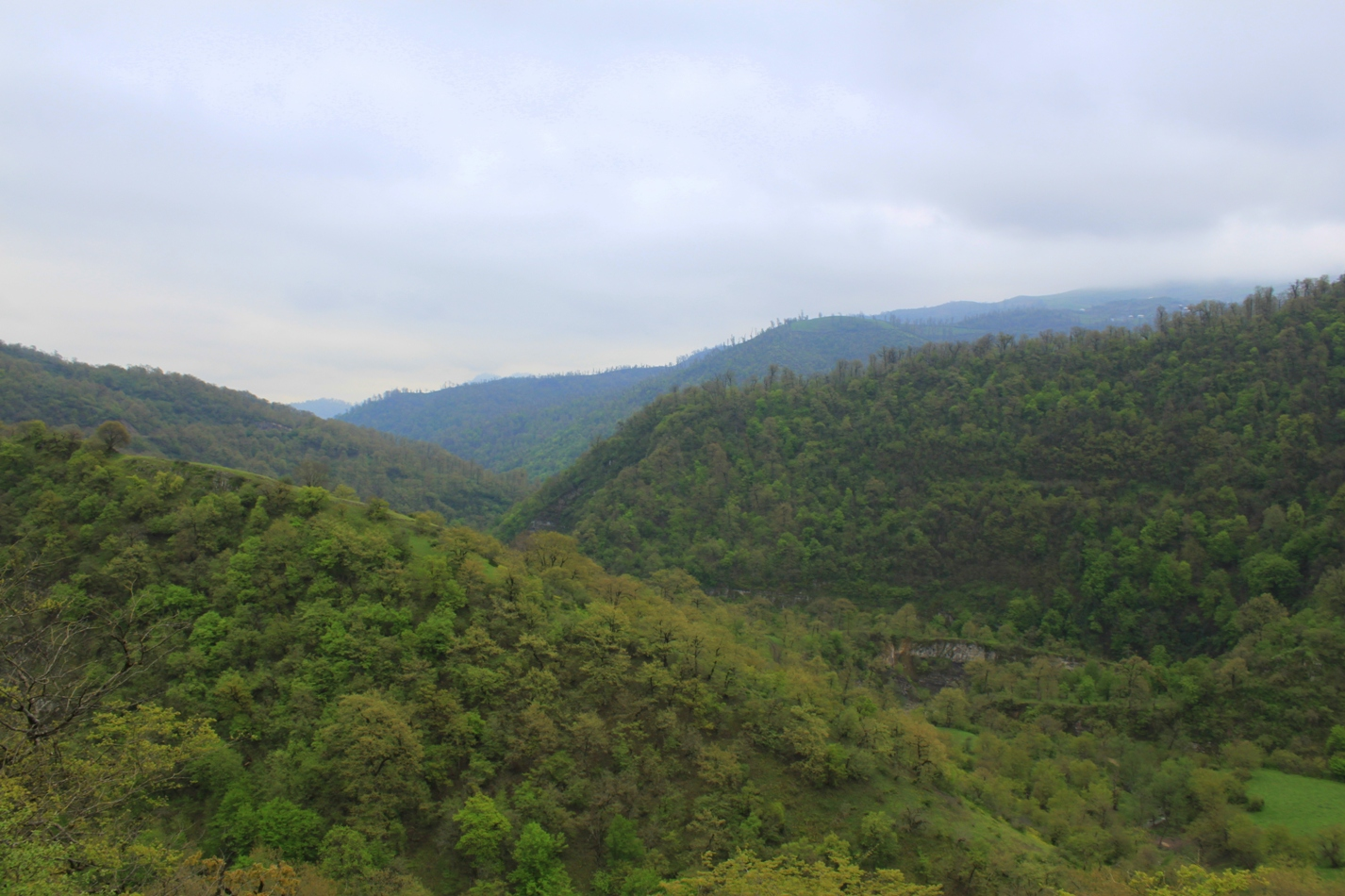
Bos in Yardımlı

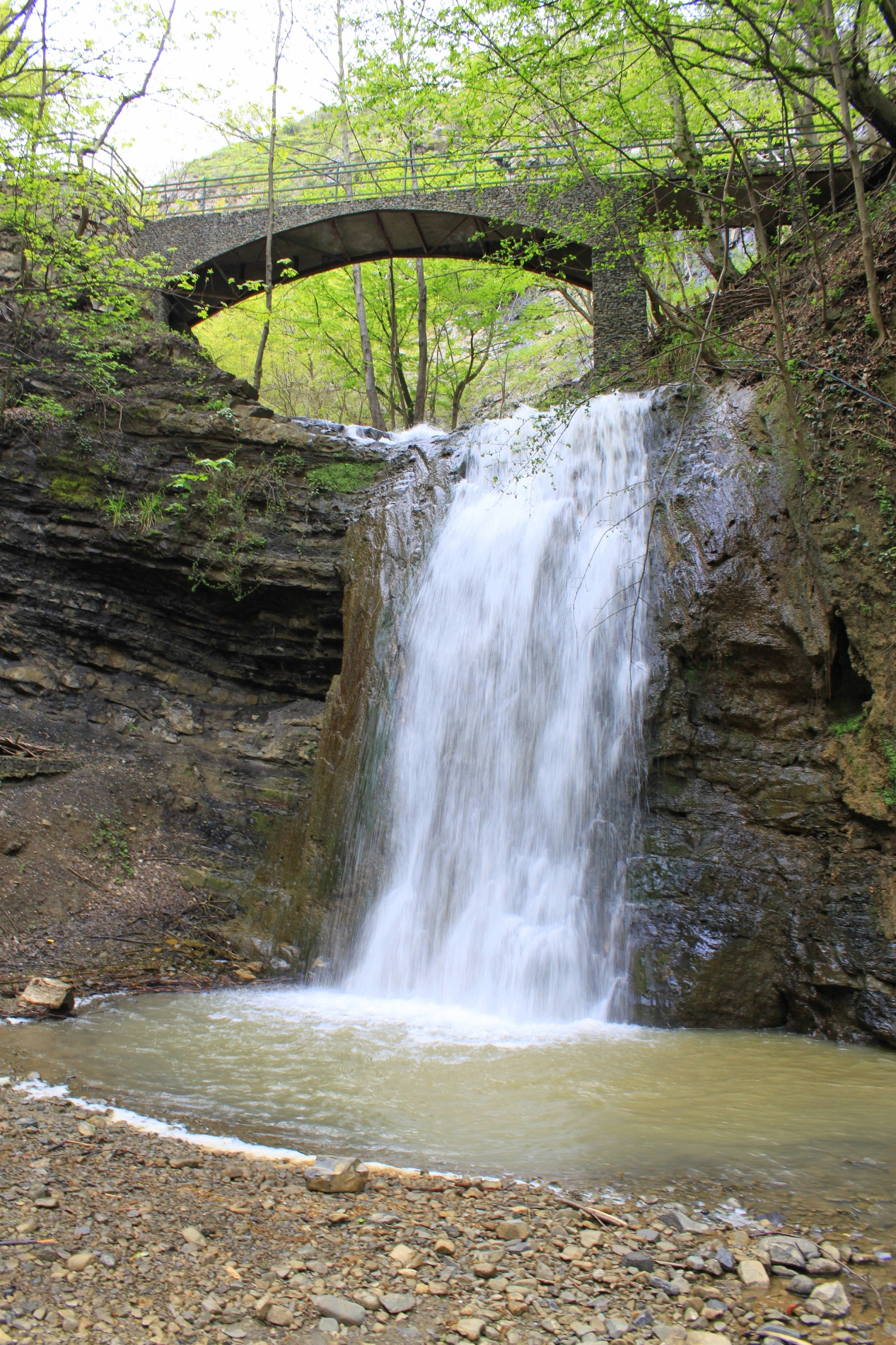
Een waterval in Yardımlı